# 김일철 (정치인)
김일철(金日哲, 미상 ~ )은 조선민주주의인민공화국의 정치인이다. 조선로동당 중앙위원회 후보위원이다. 전 내각 부총리 겸 국가계획위원회 위원장이다.

## 경력
조선민주주의인민공화국 내각 국가계획위원회 부위원장을 거쳐 2019년 12월에 로두철 후임으로 내각 부총리 겸 국가계획위원회 위원장으로 임명되었다. 같은해 당 정치국 후보위원과 당 중앙위원회 위원으로 선출되었다. 2021년 1월, 최고인민회의에서 내각 부총리 겸 국가계획위원회 위원장 자리에서 물러났다.

## 기타
2020년 1월, 황순희 사망 당시에 국가장의위원회 위원을 맡았다.